# Броннерт, Дебора
Дебора Джейн Броннерт (англ. Deborah Jane Bronnert; род. 31 января 1967, Стокпорт, Великобритания) — британский дипломат. Посол Великобритании в России в 2020—2023 годах. В 2011—2014 годах — посол Великобритании в Зимбабве. Награждена орденом Святых Михаила и Георгия (2012).

## Биография
Родилась 31 января 1967 года в Стокпорте в Англии.
Получила степень бакалавра наук (BSc) в области математики в Бристольском университете. Затем получила степень магистра искусств (MA) по политической экономии России и Восточной Европы в Школе по изучению Восточной Европы и славянских культур Университетского колледжа Лондона.

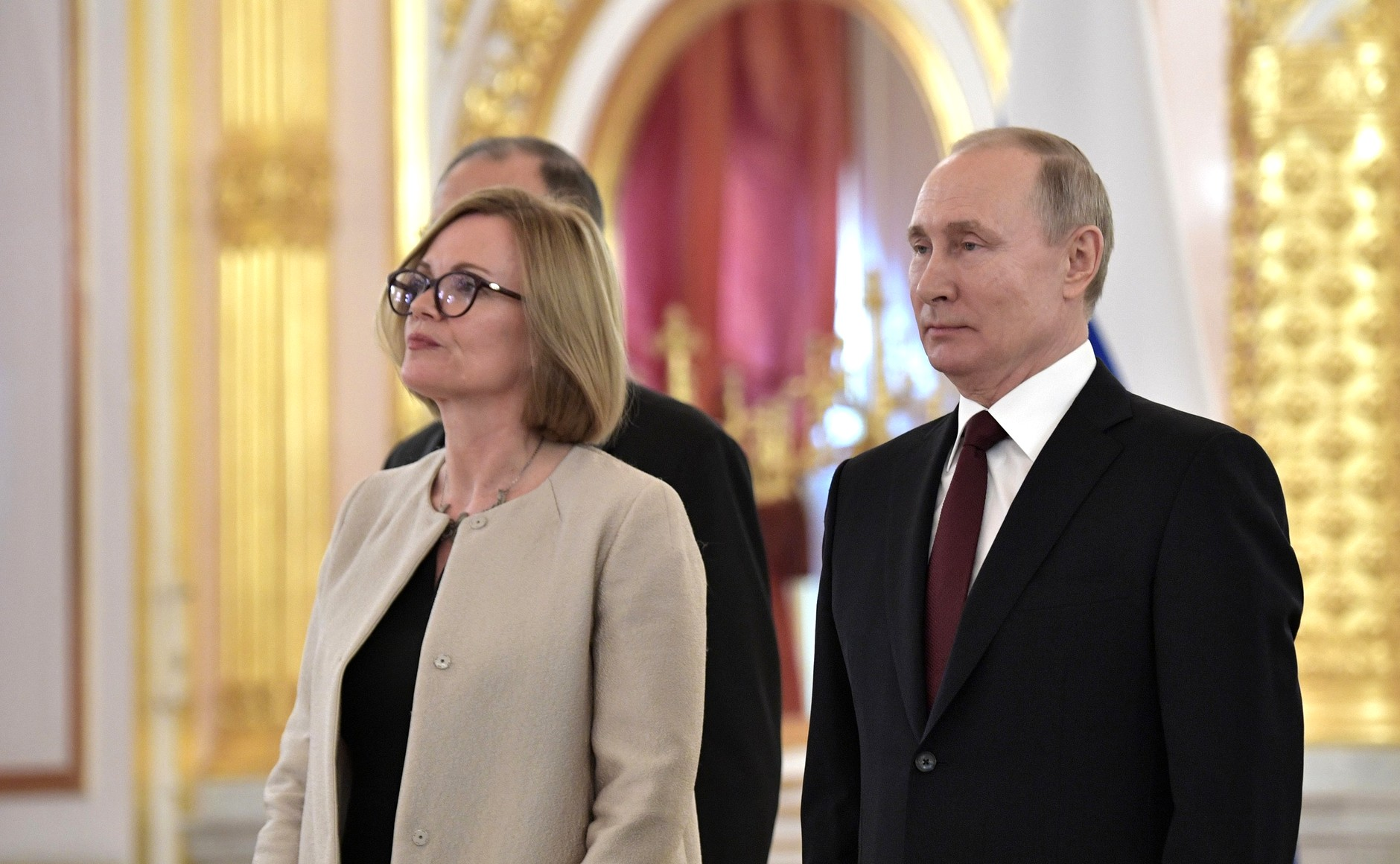
Броннерт и Путин. 5 февраля 2020 года

С 1989 года работала в Департаменте окружающей среды (DoE). В 1991—1993 годах работала в представительстве Великобритании при Европейском экономическом сообществе в Брюсселе. Затем перешла на работу в Форин-офис. В 1995—1999 годах снова была направлена на работу в Брюссель. C 2002 по 2005 год она была советником по экономическим и торговым делам в посольстве Великобритании в Москве. Занимала различные должности в Форин-офисе. В 2011—2014 годах — посол Великобритании в Зимбабве. С 2017 года занимала должность директора по экономическим и глобальным вопросам британского МИД, а также курировала вопросы реализации международной программы Global Britain. В мае 2019 года назначена послом Великобритании в России, вступила в должность в январе 2020 года.
В 2012 году награждена орденом Святых Михаила и Георгия.
Утром 8 марта 2023 года на фоне вторжения России в Украину прилетела во Владивосток, чтобы почтить память погибших в Первой мировой войне солдат, но её встретили кричалкой «Вам здесь не рады!». ГТРК «Владивосток» в своём телеграм-канале опубликовало видео в аэропорту дальневосточной столицы. На ролике видно, как на выходе из здания дипломата встречают несколько активистов с плакатами, которые кричат ей «Вас тут не ждут» и другие, похожие по смыслу, фразы[значимость факта?].
17 апреля 2023 года Броннерт потребовала от российских властей освобождения Владимира Кара-Мурзы (у которого наряду с российским есть и британское подданство), приговорённого Московским городским судом к 25 годам лишения свободы по обвинению в государственной измене, в распространении клеветы о российской армии и в сотрудничестве с нежелательной организацией. Броннерт присутствовала на некоторых заседаниях процесса над Кара-Мурзой, выразила поддержку семье Кара-Мурзы и потребовала отменить приговор.